# Seize Ans
Pour plus de détails, voir Fiche technique et Distribution.
Seize Ans, (titre original : Das Mädchen Irene) est un film allemand réalisé par Reinhold Schünzel sorti en 1936.
Il s'agit de l'adaptation de la pièce Sixteen d'Aimée Stuart (en) et Philip Stuart.

## Synopsis
Jennifer Lawrence est une créatrice de mode à succès et célèbre. Veuve, elle rencontre l'explorateur John Corbett lors d'une fête sur la plage de la Riviera. Lorsque les deux se retrouvent à Paris, John lui propose soudainement le mariage.
D'abord surprise, Jennifer invite John à une fête d'anniversaire en Angleterre pour fêter ensemble l'anniversaire de sa fille Irene. Au début, Irene n'est pas particulièrement heureuse de l'homme étrange et observe ses activités avec méfiance. Irène craint qu'un homme inconnu n'envahisse la vie de sa mère, car elle est très attachée à son père décédé et ne souhaite en fait pas que sa mère rencontre un autre homme. Elle ne sait pas que le mariage de sa mère avec son père fut plus un tourment qu'une joie. Elle est complètement furieuse lorsqu'elle constate que John essaie de se rapprocher de sa mère. John est mal à l'aise avec les hostilités et quitte la maison.
Jennifer elle-même reconnaît d'après le comportement de John qu'il est une personne de bonne moralité. Ses sentiments pour lui sont renforcés et elle décide de le poursuivre. Elle fait également comprendre à sa fille qu'elle doit respecter les décisions de sa mère.

## Fiche technique
- Titre : Seize Ans
- Titre : Das Mädchen Irene
- Réalisation : Reinhold Schünzel assisté de Kurt Hoffmann
- Scénario : Reinhold Schünzel, Eva Leidmann
- Musique : Alois Melichar
- Direction artistique : Ludwig Reiber, Walter Reimann
- Costumes : Ilse Fehling
- Photographie : Robert Baberske (de)
- Son : Hermann Fritzsching
- Montage : Arnfried Heyne
- Production : Erich von Neusser
- Société de production : UFA
- Société de distribution : UFA
- Pays d'origine :  Reich allemand
- Langue : allemand
- Format : Noir et blanc - 1,37:1 - Mono - 35 mm
- Genre : Drame
- Durée : 95 minutes
- Dates de sortie :
  - Troisième Reich : 9 octobre 1936.
  - Croatie : 29 novembre 1936.
  - Slovénie : 11 décembre 1936.
  - Estonie : 4 janvier 1937.
  - Suède : 18 janvier 1937.
  - Finlande : 31 janvier 1937.
  - Hongrie : 3 février 1937.
  - Danemark : 16 mars 1937.
  - France : 10 septembre 1937[1].
  - États-Unis : 21 mai 1937.
  - Belgique : 19 novembre 1937.
  - Portugal : 4 avril 1938.
  - Japon : 8 juin 1939.

## Distribution
- Lil Dagover : Jennifer Lawrence
- Sabine Peters : Irene Lawrence, sa fille
- Geraldine Katt (de) : Baba Lawrence, sa fille
- Hedwig Bleibtreu : la grand-mère
- Karl Schönböck : Sir John Corbett
- Hans Richter : Philip
- Elsa Wagner : la gouvernante Mme König
- Roma Bahn : la baronne
- Alice Treff (de) : Lady Taylor
- Erich Fiedler (de) : Bobby Cut
- Olga Limburg (de) : la duchesse
- Gertrud Wolle (de) : l'institutrice
- Georges Boulanger : le violoniste
- Hilde Scheppan (de) : la chanteuse
- Antonie Jaeckel (de) : une élève

## Production
Le tournage a lieu entre juin et septembre 1936. Les sites sont Berlin-Dahlem, Fahrland, Londres, Monte Carlo et Paris.

## Source de la traduction
- (de) Cet article est partiellement ou en totalité issu de l’article de Wikipédia en allemand intitulé « Das Mädchen Irene » (voir la liste des auteurs).